# Боярышник сонгарский
Боярышник сонгарский (лат. Crataegus songarica) — кустарник или небольшое дерево, вид рода Боярышник (Crataegus) семейства Розовые (Rosaceae).

## Распространение и экология
В природе ареал вида охватывает Среднюю Азию, западные районы Китая, Иран, Пакистан и Афганистан.
Произрастает в среднем поясе гор, среди зарослей кустарников, в долинах рек и по склонам ущелий.

## Ботаническое описание
Дерево высотой до 4—5 м или кустарник. Ветви сероватые; ветки тонкие, вишневого цвета; молодые побеги рассеянно волосистые, затем голые. Колючки прямые, толстые, длиной 8—15 мм.
Листья широкояйцевидные или ромбические, длиной 3,5—6 см, шириной 2,8—6 см, с клиновидным основанием, 5—7-раздельные или в верхней части лопастные, с крупно-надрезанно-зубчатыми или лонастевидно-надрезанными долями, тонкие, тёмно-зелёные, снизу несколько светлее. Черешки длиной до 3,5 см; прилистники серповидно-изогнутые, гребенчато-зубчатые.
Соцветия многоцветковые, голые или, чаще, со слегка волосистыми осями и цветоножками. Цветки диаметром около 1,6 см; чашелистики широкотреугольные, отвороченные, слабо волосистые; тычинок 18—20, с розовыми пыльниками; столбиков 2—3.
Плоды шаровидные, реже широко-эллипсоидальные, диаметром 12—16 мм, пурпурно-чёрные, с немногочисленными светлыми точками, мясистые, съедобные. Косточки в числе 2—3, выпуклые со спинной стороны и гладкие или неглубоко косо-бороздчатые с брюшной стороны.
Цветение в мае. Плодоношение в сентябре — октябре.

## Таксономия
Вид Боярышник сонгарский входит в род Боярышник (Crataegus) трибы Pyreae подсемейства Спирейные (Spiraeoideae) семейства Розовые (Rosaceae) порядка Розоцветные (Rosales).
|  |                                      |  |                                                              |                                                              |                   |  | ещё 8 семейств (согласно Системе APG III) | ещё 8 семейств (согласно Системе APG III)    |                                              |  |  |  | ещё 7 триб (согласно Системе APG III)         | ещё 7 триб (согласно Системе APG III)         |  |  |  |  | ещё от 200 до 300 видов | ещё от 200 до 300 видов |
|  |                                      |  |                                                              |                                                              |                   |  | ещё 8 семейств (согласно Системе APG III) | ещё 8 семейств (согласно Системе APG III)    |                                              |  |  |  | ещё 7 триб (согласно Системе APG III)         | ещё 7 триб (согласно Системе APG III)         |  |  |  |  | ещё от 200 до 300 видов | ещё от 200 до 300 видов |
|  |                                      |  |                                                              | порядок Розоцветные                                          |                   |  |                                           |                                              | подсемейство Спирейные                       |  |  |  |                                               | род Боярышник                                 |  |  |  |  |                         |                         |
|  |                                      |  |                                                              | порядок Розоцветные                                          |                   |  |                                           |                                              | подсемейство Спирейные                       |  |  |  |                                               | род Боярышник                                 |  |  |  |  |                         |                         |
|  | отдел Цветковые, или Покрытосеменные |  |                                                              |                                                              | семейство Розовые |  |                                           |                                              | триба Pyreae                                 |  |  |  | вид Боярышник сонгарский                      |                                               |  |  |  |  |                         |                         |
|  | отдел Цветковые, или Покрытосеменные |  |                                                              |                                                              |                   |  |                                           |                                              |                                              |  |  |  |                                               |                                               |  |  |  |  |                         |                         |
|  |                                      |  | ещё 44 порядка цветковых растений (согласно Системе APG III) | ещё 44 порядка цветковых растений (согласно Системе APG III) |                   |  |                                           | ещё 8 подсемейств (согласно Системе APG III) | ещё 8 подсемейств (согласно Системе APG III) |  |  |  | ещё около 60 родов (согласно Системе APG III) | ещё около 60 родов (согласно Системе APG III) |  |  |  |  |                         |                         |
|  |                                      |  |                                                              | ещё 44 порядка цветковых растений (согласно Системе APG III) |                   |  |                                           |                                              | ещё 8 подсемейств (согласно Системе APG III) |  |  |  |                                               | ещё около 60 родов (согласно Системе APG III) |  |  |  |  |                         |                         |